# Старе місто (Цюрих)
47°22′13″ пн. ш. 8°32′30″ сх. д. / 47.3703° пн. ш. 8.54167° сх. д.

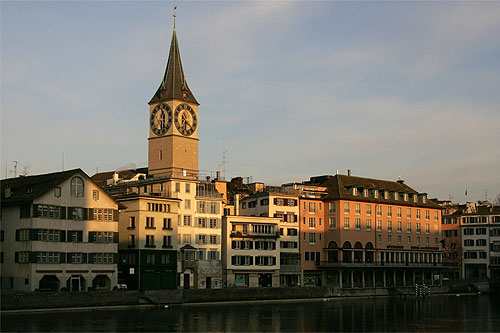
Церква Св. Петра в Старому місті

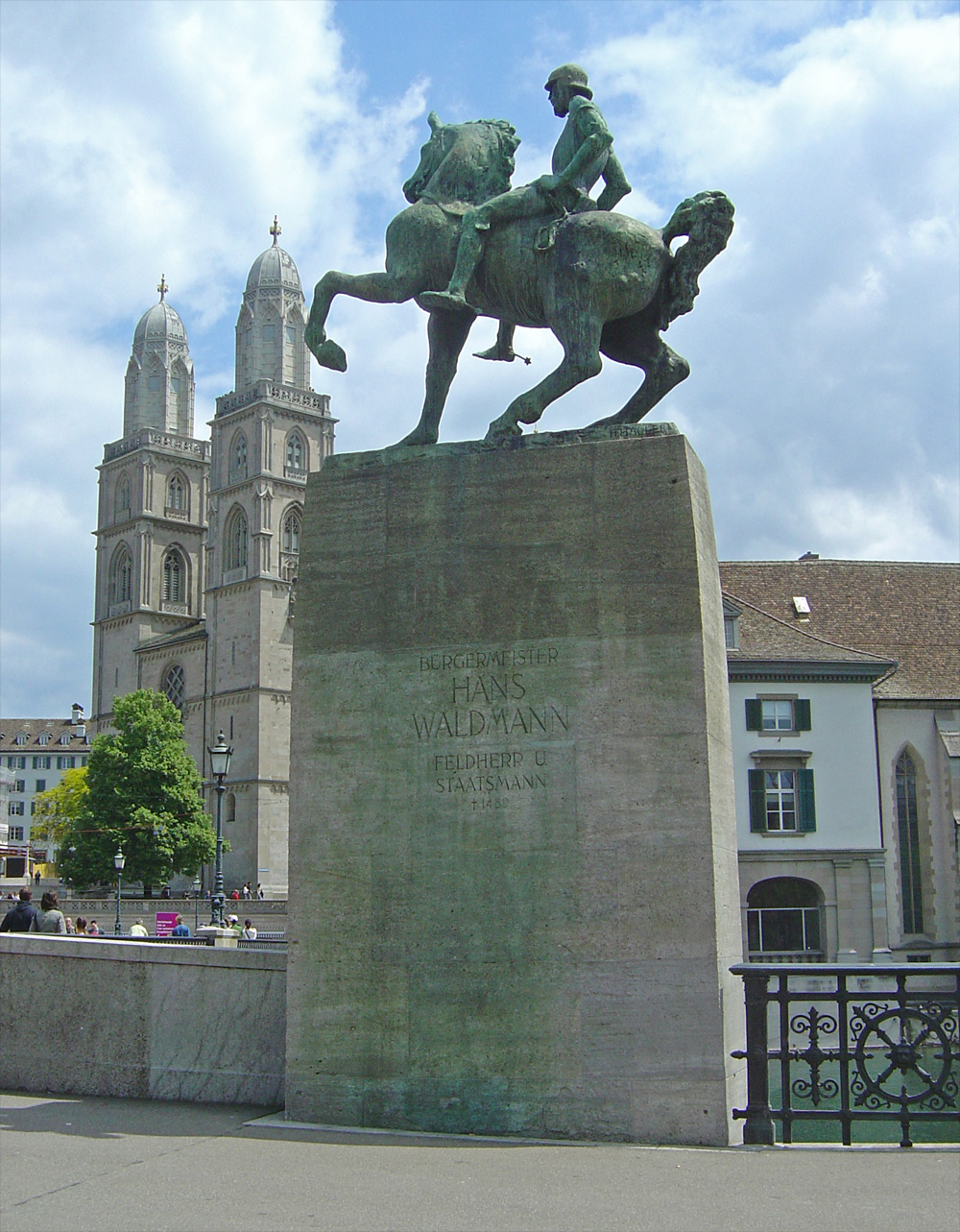
Пам'ятник бургомістру Гансу Вальдманну

Старе місто або Альтштадт (нім. Altstadt) у Цюриху — старовинна частина швейцарського міста Цюриха, де збереглась історична забудова; міський округ № 1.
Цюрихський Альтштадт має площу 1,8 км² і охоплює всю історичну частину міста Цюриха. 
До 1893 року, коли до нього були приєднані сусідні комуни, що нині є міськими округами № 2 — № 12, межі муніципалітету Цюрих відповідали кордонам даного округу. 
Населення Старого міста станом на 31 грудня 2005 року становило 5 572 жителя, що дорівнює лише 1,5 % від загалу чисельності населення Цюриха.

## Адміністративний поділ
Історично Старе місто поділяється на Маленьке місто на лівому березі річки Ліммат і Велике місто на правому березі. 
Адміністративно Старе місто, як міський округ, від 1971 року розподілений на 4 райони: Ратгаус («Ратуша»), Гохшулен («Університет»), Лінденгоф і власне Сіті («Місто»).
Район Лінденгоф є історичним центром, від якого почався розвиток міста. На місці сучасного району Лінденгоф існувало давньоримське укріплення, потому середньовічний за́мок Франкського королівства Каролінгів, а пізніше са́ме в цьому місці виникло вільне імперське місто Цюрих. Теперішні Лінденгоф і Ратгаус відповідають історичним складовим середньовічного міста на східному березі Ліммата, тоді як Сіті та Гохшулен містять у собі міську забудову на захід і на схід від середньовічних міських мурів відповідно.

## Визначні пам'ятки
- Цюрихська ратуша, збудована на острові на річці Ліммат у 1690 році, є власністю кантона Цюрих. По понеділках тут засідає Рада кантону, а по середах — міська рада Цюриха.
- Перед вартовим приміщенням ратуші встановлено перший у місті вуличний ліхтар. Оскільки ключі від міської брами зберігалися саме тут, після закриття брами на ніч ключі від міста темними провулками доставлялись у ратушу, що потребувало створення вуличного освітлення.
- У Дзеркальному провулку стоїть будинок № 14, у якому жив Володимир Ленін під час свого перебування у Цюриху.
- У районі Лінденгоф розташовані церква Святого Петра та колишній августинський монастир з Великим собором (нім. Grossmünster).
- Перед Фраумюнстером (нім. Fraumünster) на лівому березі Ліммата встановлена статуя колишнього бургомістра Ганса Вальдманна.